# La Poste (voilier)
Pour les articles homonymes, voir La Poste.
La Poste est le nom de deux voiliers français sponsorisés par La Poste et qui ont participé respectivement aux courses autour du monde Whitbread Round the World Race (devenue aujourd'hui « Volvo Ocean Race ») respectivement en 1989-1990 et en 1993-1994.

## Description
Le premier est un voilier de série First 51 aménagé pour la course au large avec un équipage de huit agents de La Poste non navigateurs professionnels. L'aventure ayant été extrêmement populaire, notamment pour l'image de la poste française dans le monde, La Poste décida de s'engager davantage sur l'édition suivante avec un bateau de type « maxi » et un équipage professionnel.
Le second La Poste est un maxi ketch construit par La Poste pour participer à la Whitbread Round the World Race 1993-1994, skippé par Daniel Mallé, puis par Éric Tabarly.

## Palmarès
En 2012, La Poste participe à la 44e Barcolana avec un équipage composé par les membres du Mascalzone Latino et huit personnes trisomiques.
En 2013, La Poste participe aux Grand Prix del Atlántico 2014.